# SPCA 60T
Dimensions
Le SPCA 60T Hermès (SPCA Type IV) était un hydravion bimoteur de transport civil, construit en France par la Société provençale de constructions aéronautiques (SPCA) durant l’entre-deux-guerres.